# فرنارية
الفرنارية أو طيور الفَرّان (الاسم العلمي: Furnariidae) هي فصيلة من الطيور تتبع رتبة العصفوريات من صنف الطيور الحديثة.

وهي فصيلة كبيرة من العصفوريات المغردة الفرعية (suboscine) الموجودة في المكسيك، وأمريكا الوسطى وأمريكا الجنوبية. وطائر الفران (سيرياس أوركابيلاس (Seiurus aurocapillus))، الذي يتزاوج في أمريكا الشمالية، ليس من فصيلة الفران- ولكنه قريب بعيد من فصيلة مغرد الخشب، باروليديا.

## الوصف
طيور الفران هي مجموعة متنوعة من آكل الحشرات التي تحصل على اسمها من الأعشاش الدقيقة، «الشبيهة بالفرن» نوعًا ما، التي يبنيها الفرنار (Hornero)، بالرغم من أن طيور الفران الأخرى تبني أعشاشًا من العصي أو تعشش في الأنفاق أو الشقوق في الأحجار. والكلمة الإسبانية لكلمة «فرن» (هورنو) تعطي طيور الهورنيرو اسمها. ودائما ما تبنى أعشاش فصيلة الفران بغطاء، وتضع حتى 6 بيضات زرقاء فاتحة، أو خضراء، أو بيضاء. ويفقس البيض بعد حوالي 15 إلى 22 يوم، ويتكون الريش بعد فترة من 13 إلى 20 يوم أخرى.
وهي طيور صغيرة إلى متوسطة الحجم، مترواح طولها ما بين 9 إلى 35 سم. وبينما تكون الأنواع الفردية خاصية الموطن، فأنواع هذه الفصيلة يمكن أن تتواجد عمليًا في أي موطن استوائي، متراوح تواجدها من الحدائق المدنية التي يسكنها روفوس هورنيرو (Rufous Hornero)، إلى الأراضي المنخفضة الأمازونية الاستوائية التي يسكنها العديد من مجمعي أوراق الشجر، إلى الأراضي العالية المعتدلة في الأنديز القاحلة التي يسكنها العديد من أنواع مينرز. حتى أنه هناك نوعان، الساحلي وسينكولديز السطحي، المرتبطان بالسواحل الصخرية.

## التصنيف
مؤخرًا، تم دمج متسلق الأخشاب (Dendrocolaptidae سابقًا) لهذه الفصيلة، والتحليل التالي للـحمض النووي للمتقدرات السيتوكرومبـ والعديد من تحاليل حمض نووي للنواة تسلسل (أيرستاد وآخرون. (Irestedt) 2002). مويل وآخرون. (Moyle) (2009)، بينما تم التأكيد على النمط الوراثي العرقي العام، بدلاً من اختيار بقاء متسلقي الخشب كفصيلة منفصلة، بينما يفصلون طيور الفران (كما كانت معرفة تقليديًا) إلى فصيلتين، Furnariidae وScleruridae.
وقد تمت مراجعة تصنيف Dendrocolaptinae على يد رايكو (Raikow) (1994) بناء على علم التشكل ومن قِبل أيرستاد وآخرين. (2004) بناءً على تحاليل للحمض النووي للنواة وللمتقدرات. وباستخدام المقاربة الأخيرة، تم التأكيد على السلالات الكبيرة المشكوك في أمرها لفصيلة Furnariinae (جامعو أوراق الشجر، وشوكية الذيل، وطيور الفران الأصلية)، ولكن تم اكتشاف بعض السلالات الجديدة، ووجب مراجعة العلاقات للعديد من الأجناس (فيلتشود وآخرون، 2005) (Fjeldså).
والترتيب التصنيفي الموضح أسفله مبني على دراسات حديثة لعلاقات طائر الفران (أيرستاد وآخرون. 2006، تشسير (Chesser) وآخرون. 2007، مويل وآخرون. 2009). مع ذلك، لأن طيور الفران ومتسلقي الأخشاب يعاملون هنا كفصيلة واحدة، فتم تعديل بعض الرتيبات.
الفصيلة الفرعية: Sclerurinae - Miners وقاذفوا الأوراق
- - جنس Geositta - miners (11 نوع)
  - جنس قاذف الأوراق - قاذفوا الأوراق (5 أنواع)

الفصيلة الفرعية: Dendrocolaptinae - متسلقو الأخشاب
للحصول على قائمة كاملة للأنواع، انظر مقال الفصيلة الفرعية.
- قبيلة: Sittasomini - متسلقو الأخشاب «المتوسط» [11]
  - جنس متسلق الأخشاب - متسلقو الأخشاب (6 أنواع)
  - جنس متسلق الأخشاب طويل الذيل - متسلق الأخشاب طويل الذيل
  - جنس متسلق الأخشاب الزيتوني - متسلق الأخشاب زيتوني اللون
  - جنس متسلق الأخشاب بقعي الحنجرة - متسلق الأخشاب مبقع الحنجرة (وصف مؤخرا إلى Deconychura stictolaema)[12]
- قبيلة: Dendrocolaptini - متسلق الأخشاب «صلب المنقار» [11]
  - جنس متسلق الأخشاب مفلوق المنقار - متسلق الأخشاب مفلوق المنقار
  - جنس متسلق الأخشاب طويل المنقار - متسلق الأخشاب طويل المنقار
  - جنس متسلق الأخشاب قرفي الحنجرة - متسلق الأخشاب قرفي الحنجرة
  - جنس Dendrocolaptes - متسلقو الأخشاب (5 أنواع)
  - جنس Hylexetastes - متسلقو الأخشاب (2-4 أنواع)
  - جنس Xiphocolaptes - متسلقو الأخشاب (4 أنواع)
  - جنس Dendroplex - متسلق الأخشاب مستقيم المنقار (2 أنواع، سابقًا في Xiphorhynchus)
  - جنس Xiphorhynchus - متسلقو الأخشاب (حوالي 15 نوع، من المحتمل أن يكون متعدد العرق)
  - جنس Lepidocolaptes - متسلق الأخشاب ضيق المنقار (7 أنواع)
  - جنس Drymornis - متسلق الأخشاب معقوف المنقار
  - جنس Drymotoxeres - منجلي المنقار الأعظم[13]
  - جنس Campylorhamphus - منجلي المنقار (4 أنواع)

الفصيلة الفرعية: Furnariinae - طيور فران المنطقة المدارية الجديدة وحلفائهم
- - جنس: خنبس - xenops (3 أنواع)
  - جنس Berlepschia - متسلق النخيل مدبب الذيل
- قبيلة Pygarrhichini[11]
  - جنس بغار أبيض الزور - عداء الأشجار أبيض الحنجرة
  - جنس Microxenops - Rufous-tailed Xenops[14]
  - جنس Ochetorhynchus - زاحفو الأرض (2 أنواع مدرجة سابقًا في Upucerthia)
- قبيلة Furnariini - الهورنيرو وحلفائه
  - جنس Pseudocolaptes - معنقدة الخدين (نوعان)
  - جنس Premnornis - شائك الذيل صدئ الجناحين
  - جنس Tarphonomus - (جنس جديد لنوعان مدرجين سابقًا في Upucerthia)[15]
  - جنس Geocerthia - زاحف الأرض المحزز (الموصوف مؤخرًا U. serrrana)[16]
  - جنس Upucerthia - زاحف الأرض (5 أنواع)
  - جنس صقلود - cinclodes (حوالي 12 نوع)
  - جنس فرنار - هورنيرو (6 أنواع)
  - جنس Lochmias - متسلق التيار مدبب الذيل
  - جنس Phleocryptes - Rushbird شبيه Wren
  - جنس Limnornis - Reedhaunter مقوس المنقار[17]

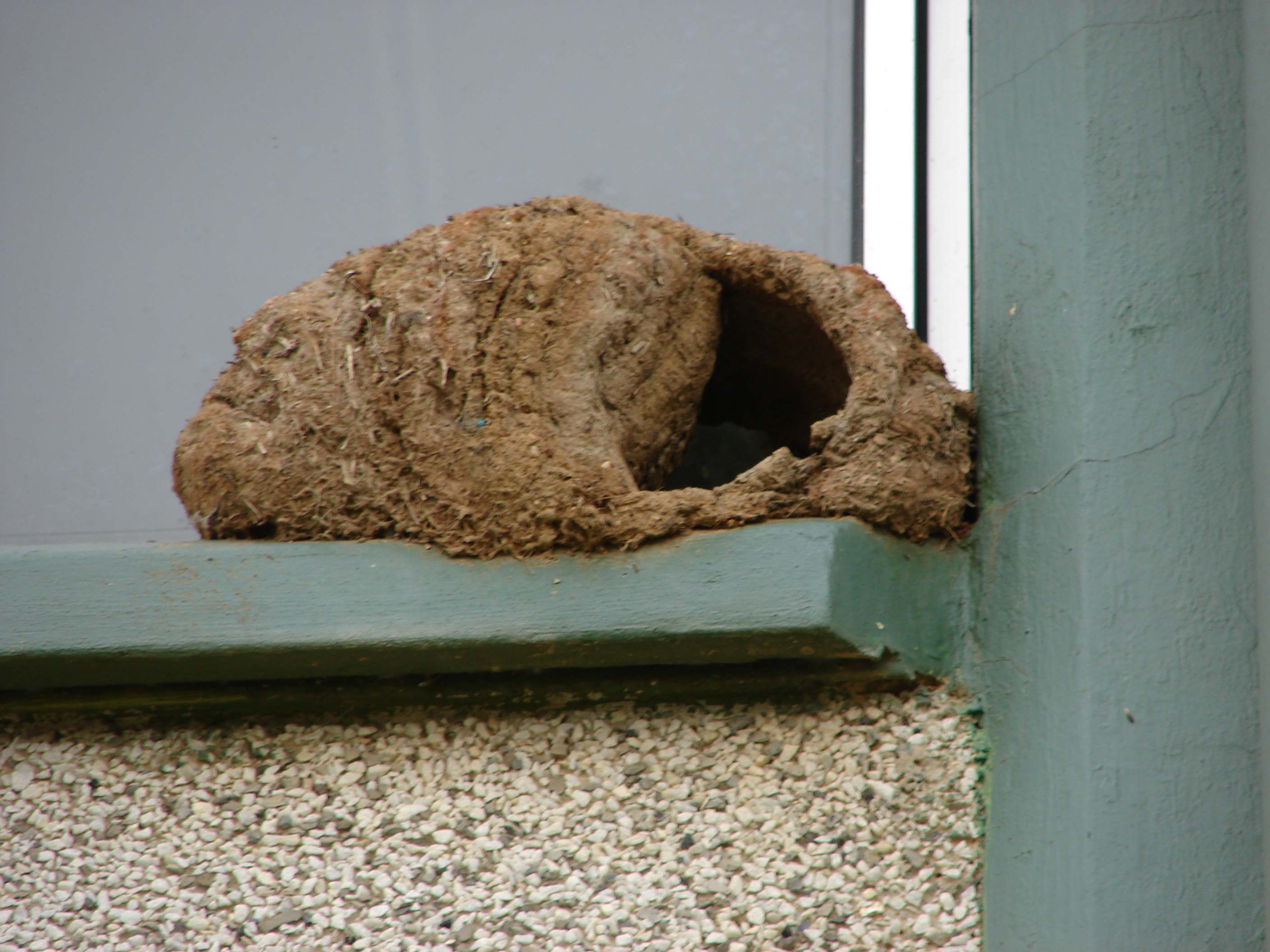
فرنار أحمر (Furnarius rufus)، عشه، موضحًا حجرة الدخول والجدار المقسم لحجرة التزاوج

- قبيلة Synallaxini - شائك الذيل والحلفاء
  - جنس Margarornis - عداء الأشجار (4 أنواع)
  - جنس Premnoplex - شائك الذيل التقليدي (نوعان)
  - جنس Aphrastura - rayaditos (نوعان)
  - جنس Leptasthenura - عصفور شائك الذيل (10 أنواع)
  - جنس Pseudoseisura - cacholotes (4 أنواع)
  - جنس Spartonoica - شائك الذيل شبيه Wren كستنائي العباءة
  - جنس Sylviorthorhynchus - Des Murs's Wiretail
  - جنس Asthenes - canasteros (27 نوع)
  - جنس Pseudasthenes - «canasteros الزائف» (4 أنواع موصوفة مؤخرًا)[18]
  - جنس Certhiaxis - شائك الذيل (نوعان)
  - جنس Schoeniophylax - Chotoy Spinetail
  - جنس Synallaxis - شائك الذيل (ما بين 30-35 نوع)
  - جنس Poecilurus (3 أنواع، مدرجين عامة في Synallaxis)
  - جنس Siptornopsis - شائك الذيل العظيم
  - جنس Gyalophylax - شائك الذيل أحمر الكتفين (المدرج أحيانًا في Synallaxis)
  - جنس Hellmayrea - شائك الذيل أبيض الحاجب
  - جنس Cranioleuca - شائك الذيل التقليدي (c.20 نوع)
  - جنس Limnoctites - Straight-billed Reedhaunter (المدرج أحيانًا في Limnornis، ولكنه أقرب إلى، وغالبًا يندمج أفضل مع Cranioleuca)[17]
  - جنس Roraimia - Roraiman Barbtail (المدرج سابقًا في «مجموعةMargarornis»)
  - جنس ناعم الذيل - ناعمة الذيل (4 أنواع)
  - جنس طائر الشوك - الطائر الشوكي (9 أنواع)
  - جنس Anumbius - جامع الحطب
  - جنس Coryphistera - Brushrunner شبيه Lark
  - جنس Siptornis - Spectacled Prickletail
  - جنس Metopothrix - Plushcrown برتقالي المقدمة
  - جنس Xenerpestes - رمادي الذيل (نوعان)
  - جنس Acrobatornis - Graveteiro زهري الأرجل
- قبيلة Philydorini - مجمعو الأوراق وحلفائهم
  - جنس Anabacerthia - مجمعو الأوراق (3 أنواع)
  - جنس Syndactyla - مجمعو الأوراق (5 أنواع)
  - جنس Simoxenops - recurvebills (نوعان)
  - جنس Ancistrops - معقوف المنقار كستنائي الأجنحة
  - جنس Hyloctistes - Woodhaunter المخطط
  - جنس Philydor - مجمعو الأوراق (10 أنواع)
  - جنس Anabazenops - مجمعو الأوراق (نوعان)
  - جنس Cichlocolaptes - صائد الأشجار فاتح الحاجب
  - جنس Thripadectes - صائدو الأشجار (7 أنواع)
  - جنس Automolus - مجمعو الأوراق (8-9 أنواع)
  - جنس Hylocryptus - مجمعو الأوراق (نوعان)
- صنف غير محدد
  - جنس Megaxenops - Xenops العظماء
  - جنس Heliobletus - صائد الأشجار حاد المنقار
  - جنس Clibanornis - Canebrake Groundcreeper

## وصلات خارجية
- Ovenbird videos on the Internet Bird Collection
- Ovenbird sounds in the xeno-canto collection
- A classification of the bird species of South America (Part 6) (SACC)